# Xiangyang, Xuanzhou
Xiangyang är ett stadsdelsdistrikt i östra Kina. Det ligger i stadsdistriktet Xuanzhou i staden Xuancheng i provinsen Anhui, omkring 180 kilometer sydost om provinshuvudstaden Hefei. Antalet invånare är 36 748. Befolkningen består av 17 917 kvinnor och 18 831 män. Barn under 15 år utgör 15,0 %, vuxna 15-64 år 72 %, och äldre över 65 år 11,0 %.